# Schloss Gisseltshausen

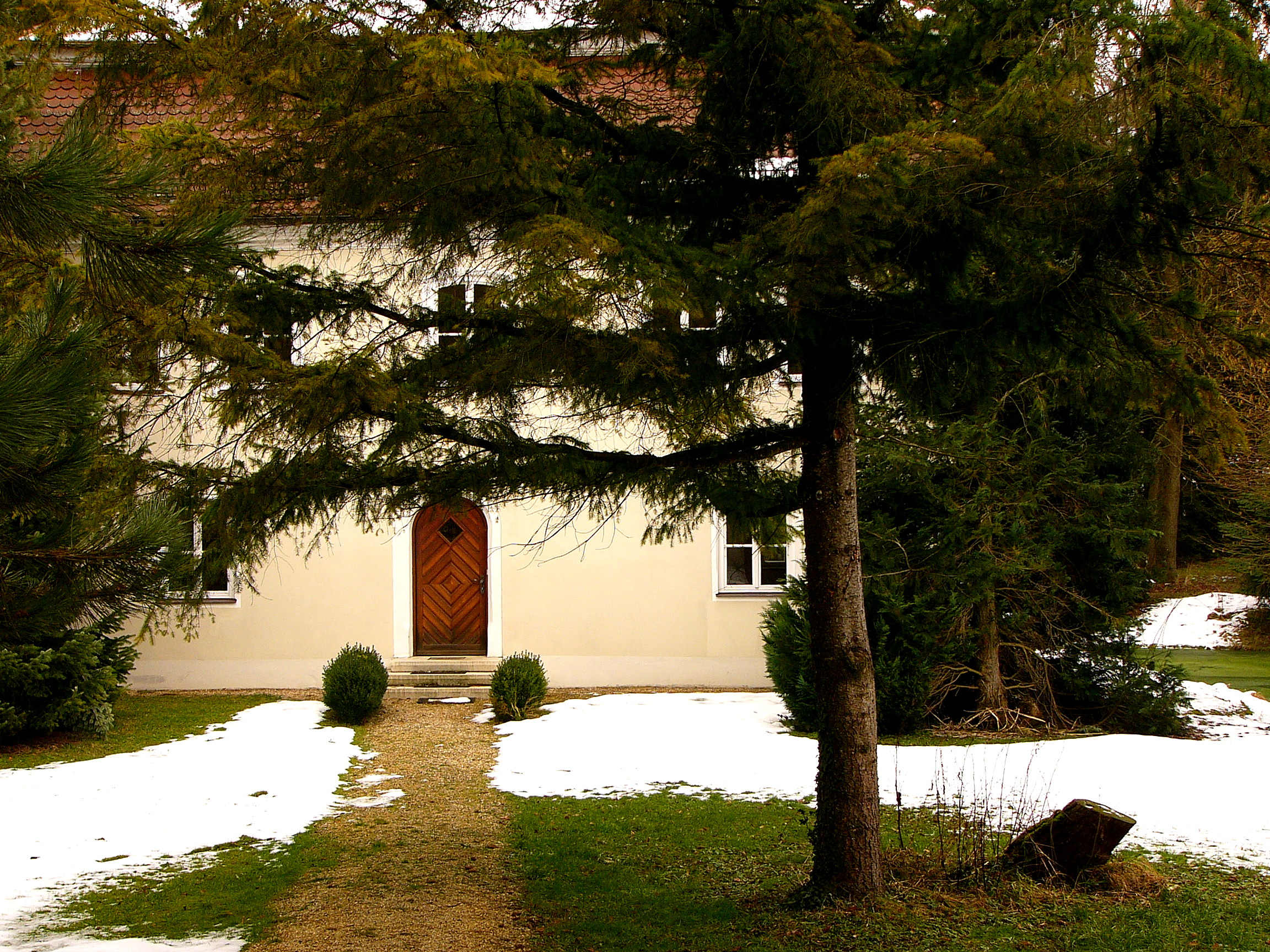
Außenansicht des Schlosses

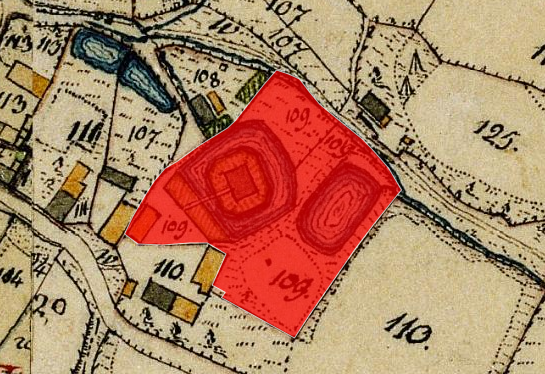
Schloss Gisseltshausen auf dem Urkataster von Bayern

Das Schloss Gisseltshausen ist ein Wasserschloss in dem gleichnamigen Stadtteil von Rottenburg an der Laaber in Niederbayern. Das Schloss wird vom Bayerischen Landesamt für Denkmalpflege als Baudenkmal mit der Nummer D-2-74-176-25 geführt. Ebenso wird es als Bodendenkmal unter der Aktennummer D-2-7238-0184 mit der Beschreibung „untertägige mittelalterliche und frühneuzeitliche Befunde und im Bereich des Schlosses von Gisseltshausen mit abgegangenen Wirtschaftgebäuden und Gartenanlagen“ genannt.
Der schlichte, zweigeschossige Barockbau mit Mansard-Halbwalmdach wurde 1729 errichtet, nachdem der Vorgängerbau abgebrannt war. Es wird vermutet, dass dieses frühe Schloss vom Jesuitenorden erbaut wurde. Berühmteste Bewohnerin soll für einige Zeit die Tänzerin Lola Montez gewesen sein, deren Affäre mit König Ludwig I. von Bayern ein Auslöser der Märzrevolution 1848 in München war. Das Schloss laut einer Inschrift im Jahr 1967 von Albert und Anna Paul saniert. Seit Juni 2015 läuft eine neuerliche Renovierung des Baus.